# یواس‌اس کاراکارا (ای‌ام‌سی-۴۰)
یواس‌اس کاراکارا (ای‌ام‌سی-۴۰) (به انگلیسی: USS Caracara (AMc-40)) یک کشتی است که طول آن ۹۷ فوت (۳۰ متر) می‌باشد. این کشتی در سال ۱۹۴۱ ساخته شد.